# 다운샘플링
다운샘플링(Downsampling)은 데시메이션(decimation)이라고도 한다. 신호처리에서 사용하는 의미는 혼신없는 대역폭축소를 의미한다.
디지털 신호처리에서, decimation은 신호의 샘플링 레이트를 줄이는 과정이다. 샘플링 레이트를 올리는 보간법의 반대 개념으로, 다중 샘플링레이트 디지털 신호처리 장치에서 샘플링 레이트를 변환하는 것이다.
Decimation은 aliasing(혼신) 왜곡을 완화시키는데 사용하는 필터인데, 혼선왜곡은 간단하게 신호의 샘플링 주파수를 낮출때 발생한다. Decimation을 수행하는 시스템 회로를 decimator라고 한다.

## 같이 보기
- 업샘플링
- 에일리어싱